# Tả Củ Tỷ
Tả Củ Tỷ là một xã thuộc huyện Bắc Hà, tỉnh Lào Cai, Việt Nam.

## Tên gọi
Tên gọi Tả Củ Tỷ theo tiếng bản địa có nghĩa là "nương lúa to".

## Địa lý
Xã Tả Củ Tỷ nằm ở phía đông bắc huyện Bắc Hà, có vị trí địa lý:
- Phía đông giáp tỉnh Hà Giang
- Phía tây giáp xã Lùng Phình và xã Thải Giàng Phố
- Phía nam giáp tỉnh Hà Giang và xã Bản Liền
- Phía bắc giáp xã Lùng Cải.

Xã Tả Củ Tỷ có diện tích 37,05 km², dân số năm 2019 là 3.209 người, mật độ dân số đạt 87 người/km².

## Lịch sử
Địa bàn xã Tả Củ Tỷ hiện nay trước đây vốn là hai xã Bản Già và Tả Củ Tỷ thuộc huyện Bắc Hà.
Trước khi sáp nhập, xã Tả Củ Tỷ có diện tích 21,37 km², dân số là 1.848 người, mật độ dân số đạt 86 người/km². Xã Bản Già có diện tích 15,68 km², dân số là 1.361 người, mật độ dân số đạt 87 người/km².
Ngày 11 tháng 2 năm 2020, Ủy ban Thường vụ Quốc hội ban hành Nghị quyết số 896/NQ-UBTVQH14 về việc sắp xếp các đơn vị hành chính cấp huyện, cấp xã thuộc tỉnh Lào Cai (nghị quyết có hiệu lực từ ngày 1 tháng 3 năm 2020). Theo đó, sáp nhập toàn bộ diện tích và dân số của xã Bản Già vào xã Tả Củ Tỷ.